# Esperanza Aguirre Gil de Biedma
Esperanza Aguirre Gil de Biedma DBE (Madrid, 3 de gener de 1952) és una política espanyola que fou Ministra d'Educació i Cultura en el primer govern de José María Aznar i posteriorment Presidenta del Senat i Presidenta de la Comunitat de Madrid, fins al 2012. Ha estat considerada una de les polítiques més influents del Partit Popular. El 14 de febrer del 2016 va dimitir de la seva funció presidenta del Partit Popular de la Comunitat de Madrid per la implicació de subordinats seus en casos de corrupció, i el 24 d'abril del 2017 va dimitir del seu càrrec com a portaveu del PP de Madrid pel cas d'Ignacio González.

## Biografia
Va néixer el 3 de gener de 1952 a la ciutat de Madrid en una família de l'alta societat madrilenya, filla de l'advocat José Luis Aguirre Borrell, i de Piedad Gil de Biedma Vega de Seoane. És reneboda del poeta català en llengua castellana Jaime Gil de Biedma. Va estudiar dret a la Universitat Complutense de Madrid, en la qual es va llicenciar el 1974.
Casada l'any 1974 amb Fernando Ramírez de Haro y Valdés, comte de Murillo i Gran d'Espanya, l'any 2004 la reina Isabel II del Regne Unit li concedí el títol de Dama Comandant de l'Imperi Britànic.

## Activitat professional
L'any 1976 va accedir al Cos de Tècnics d'Informació i Turisme com a funcionària, ocupant la prefectura de servei en Publicitat de Turisme de la Secretaria d'Estat de Turisme, on va romandre fins a l'any 1979. A partir d'aquí va ocupar diversos càrrecs administratius de designació directa al Ministeri de Cultura, sota la direcció de diversos ministres, durant el govern d'Unió de Centre Democràtic (UCD):
- 1979 - Cap del Gabinet Tècnic del Director General del Llibre i la Cinematografia depenent del Ministeri de Cultura.
- 1980 - Sotsdirectora General d'Estudis a la Secretaria General Tècnica del Ministeri de Cultura.
- 1981 - Sotsdirectora General Cap del Gabinet Tècnic del Sotssecretari del Ministeri de Cultura.
- 1982 - Sotsdirectora General de Fundacions i Associacions Culturals.

## Inicis polítics
Des de molt jove va pertànyer al Club Liberal de Madrid que presidia el catedràtic d'Història de les Doctrines Econòmiques de la Universitat Complutense de Madrid Pedro Schwartz. Aquest últim, impulsor d'Unió Liberal i en aquells dies un dels escassos representants del liberalisme clàssic a Espanya, va propiciar l'entrada en política d'Aguirre el 1983.

## Regidora de Madrid (1983-1996)
Aguirre va arribar a l'Administració local amb l'extinta Coalició Popular, de la qual formava part com a membre del petit partit Unió Liberal, i per la qual va ser escollida l'any 1983 com a regidora de l'Ajuntament de Madrid, càrrec que va desenvolupar fins al 1986. A l'oposició va ser membre de la Comissió Permanent de l'Ajuntament, Portaveu de Coalició Popular a l'Àrea de Cultura, Educació, Joventut i Esports i del Districte de Moncloa.
El 1987 abandonà Coalició Popular per ingressar a Aliança Popular, i tornant a ser escollida regidora a l'Ajuntament de Madrid, reestant novament a l'oposició.
El 1991 el Partit Popular guanyà les eleccions municipals a Madrid amb majoria absoluta, sent nomenada tercera tinent d'Alcalde i regidora de medi ambient. Dos anys després, en la remodelació del Govern municipal, Esperanza Aguirre va ser designada a més regidora de cultura, passant a controlar així mateix les regidories de neteja, educació i esports. Amb la victòria popular a les eleccions municials de 1995 a l'ajuntament de Madrid fou nomenada primera Tinent d'Alcalde i Portaveu del Grup Municipal del Partit Popular després de concórrer a les eleccions com a segon cap de llista. En aquell mateix any fou nomenada consellera de Caja Madrid en representació del Partit Popular.

## Ministra d'Educació i Cultura (1996-1999)
En les eleccions generals de 1996 va ser candidata del Partit Popular al Senat per la circumscripció de Madrid, després del seu nomenament com membre del Comitè Executiu Nacional del Partit, sent escollida senadora. El nou President del Govern, José María Aznar, la va nomenar Ministra d'Educació i Cultura, càrrec en el qual estaria fins al 1999 sent succeïda per Mariano Rajoy Brey.
Durant el desenvolupament del seu càrrec va promoure la reforma de les humanitats i el gèrmen de la Llei de Qualitat (LOCE).

## Presidenta del Senat (1999-2002)
En abandonar el seu càrrec al capdavant del Ministeri d'Educació, Cultura i Esports fou nomenada presidenta del Senat, i va esdevenir així la primera dona que ha ocupat aquest càrrec. En les eleccions generals de l'any 2000 novament fou escollida senadora i va repetir el seu càrrec al capdavant de la Cambra Alta.
L'any 2002 va renunciar al seu escó per a presentar-se a les eleccions a la Comunitat de Madrid, sent substituïda per Juan José Lucas Jiménez a la Presidència del Senat.

## Presidenta de la Comunitat de Madrid (2003-2012)

### Primeres eleccions autonòmiques de 2003 i els trànsfugues del PSOE
En les eleccions autonòmiques de 25 de maig de 2003 el Partit Popular aconseguí novament guanyar les eleccions a la Comunitat de Madrid, perdent però la majoria absoluta aconseguida fins al moment per Alberto Ruiz-Gallardón. El PP es quedà amb el 46,67% dels vots, obtenint la majoria simple (55 diputats) i a un escó dels sumats pel Partit Socialista Obrer Espanyol-Federació Socialista Madrilenya (39,99%, 47 escons) i Izquierda Unida (7,68%, 9 escons).
No obstant això l'elecció d'un govern bipartit d'esquerres no es consumà per la deserció des de les files socialistes d'Eduardo Tamayo i María Teresa Sáez, que passaren al grup mixt sense donar suport a cap candidat. Es van destapar llavors les crisis superposades de la Federació Socialista Madrilenya, i ambdós diputats van al·legar l'incompliment d'acords previs a les eleccions del Grup Socialista amb Izquierda Unida i les excessives exigències (conselleries) que aquest últim grup demanava. Mariano Fernández Bermejo, actual Ministre de Justícia del Govern de José Luis Rodríguez Zapatero, va declarar durant la campanya electoral de 2007 que la investigació judicial respecte al cas va ser bloquejada pel Fiscal General de l'Estat Jesús Cardenal, nomenat pel govern de José María Aznar, sense que es reprengués després de l'ascensió del PSOE al poder.

### Segones eleccions autonòmiques de 2003
A l'octubre de 2003 després de l'escàndol suscitat per la deserció de Tamayo i Sáez i davant la impossibilitat de formar un govern amb majoria absoluta, després del fallit debat d'investidura en el qual es postulava Rafael Simancas del PSOE, es repetiren les eleccions autonòmiques a la Comunitat de Madrid. En aquesta segona convocatòria el PP obtingué la majoria absoluta i Esperanza Aguirre fou elegida presidenta d'aquesta comunitat autònoma, sent la primera presidenta electa d'un Govern autonòmic d'Espanya.
Entre els principals assoliments esgrimits per a defensar la seva gestió se citen la reducció del temps en llista d'espera per a operacions quirúrgiques a un mes, la construcció de vuit nous hospitals, 87 nous col·legis públics (molts d'ells bilingües), l'augment d'inversió per a diferents beques d'educació i l'augment de la xarxa de metro a zones abans pràcticament aïllades d'aquesta, com Pozuelo de Alarcón, Coslada o San Sebastián de los Reyes. L'oposició socialista regional i central, no obstant això, posa en dubte aquests assoliments adduint que les llistes d'espera s'han reduït aparentment per un parany comptable, en comptar només els dies des del qual es dona data una concreta per a l'operació o que la sanitat madrilenya està sofrint un procés de privatització. Alguns analistes comenten que la seva estratègia de compliment de la llei antitabac pot ser qualificada de rebel·lia enfront del Govern central d'Espanya.

### Eleccions autonòmiques de 2007
En les eleccions autonòmiques celebrades el 27 de maig de 2007 fou reescollida Presidenta de la Comunitat de Madrid obtenint el percentatge més alt de vots en unes eleccions autonòmiques a Madrid. Amb un avantatge de vint punts per damunt del Partit Socialista el Partit Popular va guanyar les eleccions amb un total de 67 actes de diputat, provocant una crisi interna i una sèrie de dimissions al més alt nivell en el nucli del Partit Socialista de Madrid (PSM).

### Futur polític i crítiques
Després de la seva incontestable victòria en les eleccions autonòmiques de Madrid, Esperanza Aguirre ha esdevingut un referent ineludible en el nucli del seu partit. Importants sectors dels mitjans conservadors han mostrat el seu ple suport a la candidatura de la Presidenta madrilenya com a líder del Partit Popular en substitució de Mariano Rajoy davant la seva eventual derrota en les pròximes eleccions generals.
L'ambició d'Alberto Ruíz-Gallardón de ser número dos de Rajoy a les llistes podria haver enverinat novament els enfrontaments entre la Presidenta de la Comunitat i l'Alcalde de Madrid, que segons fonts periodístiques, no acceptaria més rang per a l'edil que el de portaveu del grup popular al Congrés dels Diputats.
El 2004 Esperanza Aguirre va protagonitzar un sonat enfrontament amb Alberto Ruiz-Gallardón en la seva lluita per arribar a ser la Presidenta del Partit Popular de Madrid en substitució de Pío García-Escudero. L'alcalde de la capital va intentar aconseguir el comandament de l'aparell regional del Partit al costat del seu número dos Manuel Cobo. La pugna interna es va saldar amb una incontestable victòria d'Aguirre sobre l'edil.
L'any 2006 el diari El País va desvelar que el seu oncle matern, José Gil de Biedma y Vega de Seoane, havia adquirit l'any 2000 un terreny a Villanueva de la Cañada per 419.975 euros i venut posteriorment per 4,6 milions generant unes plusvàlues en l'operació de 2,1 milions. Segons la notícia, la plusvàlua va ser originada en desbloquejar el govern d'Esperanza Aguirre el pla d'urbanisme de la localitat el 2004. No obstant això, no s'ha demostrat la versemblança d'aquestes afirmacions, que no han generat cap contenciós judicial.
Segons els seus oponents polítics el seu govern està desenvolupant una política d'enfrontament continu amb el Govern de la Nació, desenvolupant un "aïllacionisme" de l'homologació de les seves polítiques. Així la Comunitat de Madrid ha estat expulsada del Consell Interterritorial del Sistema Nacional de Salut, ja que no aplica el Reial decret 605/2003 en la comptabilitat de temps d'espera per a les intervencions quirúrgiques. La Presidenta de la Comunitat de Madrid justifica aquests enfrontaments afirmant que el govern de la nació ha reduït la seva inversió a Madrid substancialment, mentre que ha augmentat la inversió a Catalunya. Així mateix, afirma que s'ha impulsat el trasllat de la Comissió del Mercat de les Telecomunicacions de Madrid a Barcelona, amb les consegüents pèrdues de treball a Madrid. No obstant això, el Tribunal Suprem va anul·lar aquest trasllat.
Són també freqüents les crítiques de l'oposició a la suposada parcialitat de la cadena pública Telemadrid durant el seu govern. La mateixa Esperança Aguirre va declarar que Germán Yanke, un dels rostres més populars de la cadena, havia "comprat el discurs dels nostres adversaris", en referència al PSOE. Yanke va dimitir poc després al·legant falta d'acord en assumptes pressupostaris.
El 2013 Aguirre va ser citada a declarar com a testimoni pel cas Gürtel per aclarir el seu paper en la contractació d'Easy Concept, una empresa vinculada a la trama liderada per Francisco Correa. És membre del Foro Almagro, contrari a la independència de Catalunya.
El 14 de febrer del 2014 va dimitir de la seva posició de presidenta del PP de Madrid, en sentir-se «politícament responsable» tot i mantenir la seva innocència personal per als casos de corrupció a la seua secció del partit.

## Portaveu del PP de l'Ajuntament de Madrid
Entre 2016 i 2017 va treballar com a portaveu del PP a l'Ajuntament de Madrid. Abandonaria aquest càrrec dimitint el 24 d'abril del 2017, sumant ja tres dimissions entre 2012 i 2017. Va ser reemplaçada com a portaveu del grup municipal popular per José Luis Martínez-Almeida Navasqüés.

## Distincions honorífiques
Espanyoles
- Dama Gran Creu de l'Orde de Carles III (22 de gener del 1999).[15]
- Dama Gran Creu de l'Orde d'Isabel la Catòlica (23 de gener del 2004).[16]
- Gran Creu de l'Orde del Mèrit Civil (23 d'abril del 2004).[17]
- Gran Creu de l'Orde Civil d'Alfons X el Savi (26 de desembre del 2014).[18]
- Medalla d'Or de la Comunitat de Madrid (20 d' abril del 2012).[19][20]

Estrangeres
- Dama Gran Creu de l'Orde del Sol del Perú (8 de juny del 2004)[21]
- Dama Gran Comandant de l'Orde de l'Imperi Britànic (4 de febrer del 2004).[22]
- Oficial de l'Orde de la Legió d'Honor.[23]

Altres distincions
- Doctora "Honoris causa" per la Universitat Alfonso X el Sabio (16 d' abril del 2013).[24]